# Cyklofosfamid
Cyklofosfamid är en kemisk förening med formeln C7H15Cl2N2O2P. Ämnet är ett alkylerande cytostatika, det vill säga ämnet skapar dubbelbindningar och brott i DNA-strängar i celler som genomgår celldelning. Dessa fel ska driva cellen mot apoptos. Då den är extra verksam mot celler som delar sig mycket kan cyklofosfamid användas för att bekämpa till exempel cancerceller.

## Användning
Cyklofosfamid kan användas mot olika cancerformer till exempel leukemi, ovarialcancer, bröstcancer, småcellig lungcancer med flera, samt som immunosuppressiv behandling och i vissa fall vid till exempel reumatoid artrit och nefrotiskt syndrom SLE.

## Bieffekter
Cyklofosfamid ska vara relativt skonsamt för att vara ett cytostatika. Förutom direkta överkänslighetsreaktioner är andra system i kroppen med högt cellutbyte utsatta för störningar: till exempel benmärgen och därmed immunförsvaret med risk för infektion, blödningsrubbningar på grund av trombocytopeni, anemi. Illamående, aptitlöshet och andra bieffekter från mage och tarm är också ganska vanligt. Vid användning brukar mesna ges samtidigt för att skydda njurarna.

## Effekt
Cyklofosfamid är en så kallad prodrug, vilket innebär att den måste aktiveras i kroppen. I människan aktiveras cyklofosfamid av CYP 450 i levern genom att metaboliseras till i slutändan akrolein och fosforamidsenapsgas. Den senare anses reagera med DNA.

## Läkemedel
I Sverige finns ett läkemedel med den aktiva substansen cyklofosfamid registrerat och heter Sendoxan.